# Caprice - La cenere che scotta
Caprice - La cenere che scotta (Caprice) è un film del 1967 diretto da Frank Tashlin.

## Trama
Patricia Foster lavora in un'industria di cosmetici, e si ritrova suo malgrado all'interno di un'operazione ben più grande di lei che ha come unico obiettivo una misteriosa formula.